# Ashraf Marwan
Ashraf Marwan (em árabe: أشرف مروان‎‎, Cairo, 2 de fevereiro de 1944 — Londres, 27 de junho de 2007) foi um milionário egípcio que trabalhou como espião para o Mossad israelense. Morreu em circunstâncias misteriosas ao cair da sacada de seu apartamento em Londres.
Foi retratado no filme "O Anjo do Mossad".
Casado com Mona Gamal Abdel Nasser, era genro do ex-presidente egípcio Gamal Abdel Nasser.